# وادي الشاجنة

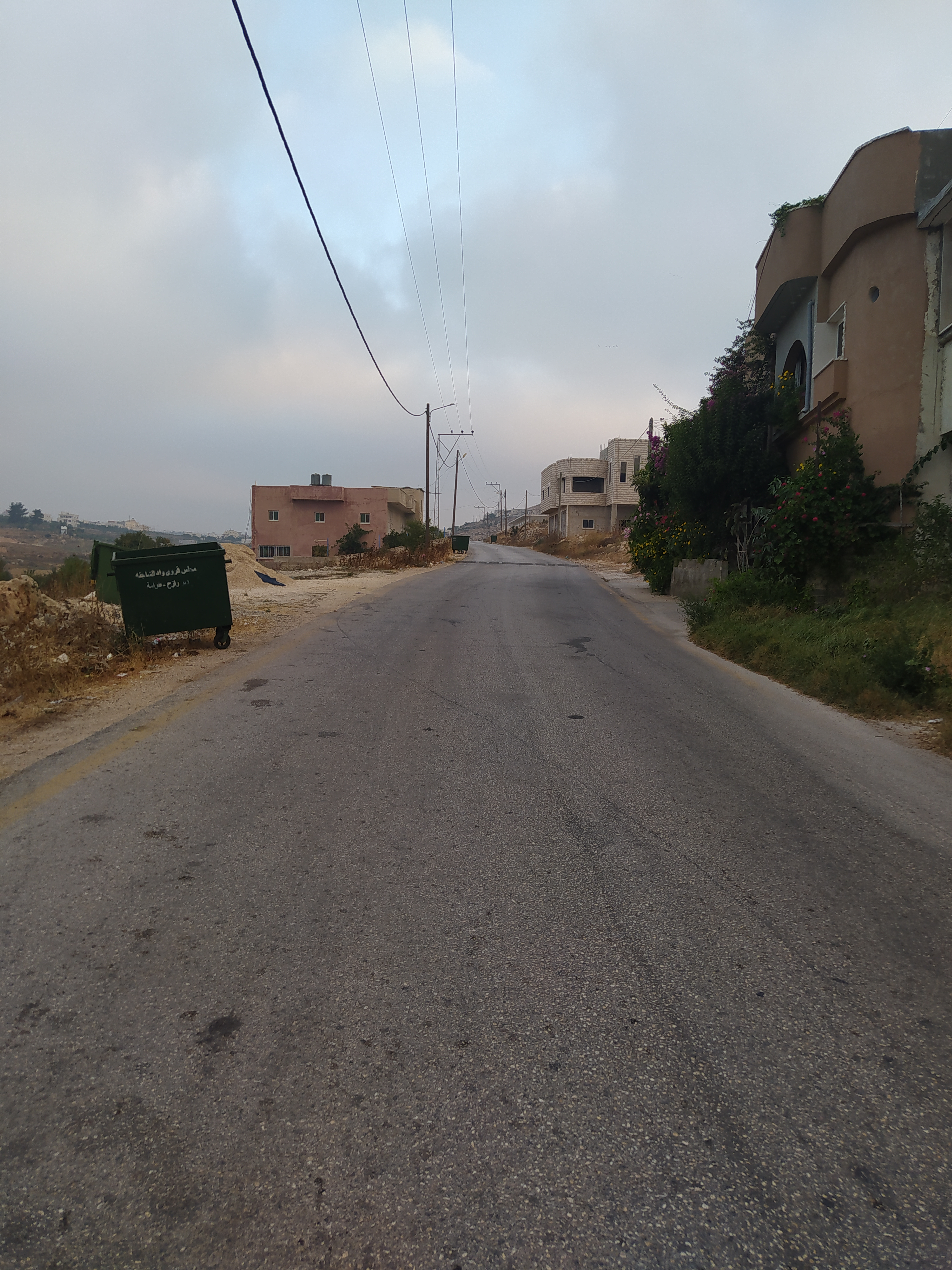
من شوارع القرية

وادي الشاجنة قرية فلسطينية في محافظة الخليل جنوب الضفة الغربية، ويبلغ عدد سكانها 762 نسمة حسب التعداد العام للسكان عام 2017، وتبلغ مساحتها 1000 دونم، وهي من القرى المحتلة عام النكسة.

## التسمية
سميت القرية بهذا الاسم نسبة إلى وجود بئر قديم في القرية يسمى بئر وادي الشاجنة.

## الجغرافيا

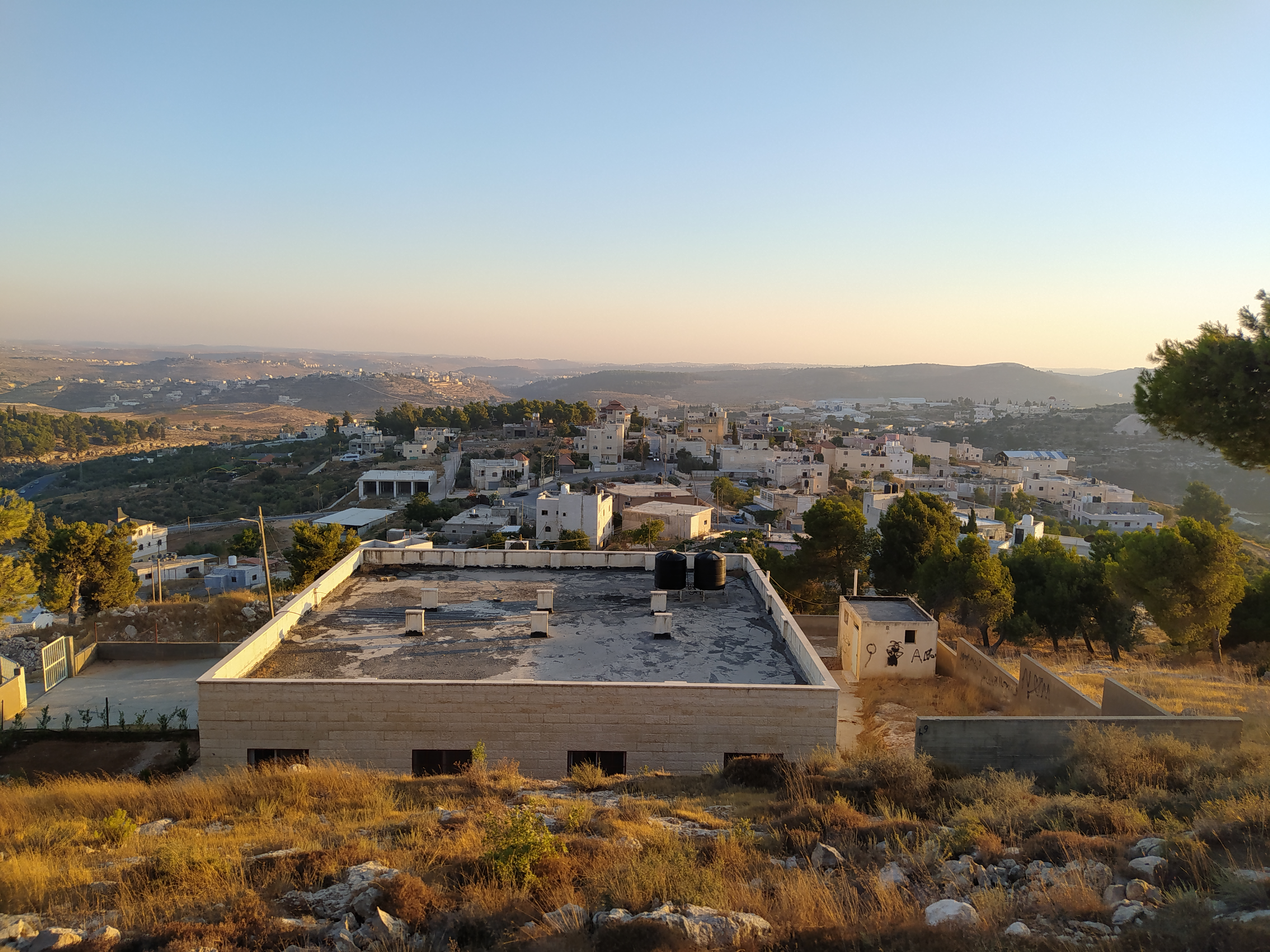
قرية وادي الشاجنة

تقع قرية وادي الشاجنة في الوسط من فلسطين، في الجزء الجنوبي من الضفة الغربية، إلى الجنوب الغربي من مركز مدينة الخليل بحوالي 4 كم، تبلغ مساحتها قرابة 1000 دونم، تشكل المساحة العمرانية منها قرابة 300 دونم. يحيط بها من الشرق دير رازح ، من الشمال قرية طرامة، من الغرب قرية خرسا، أما من الجنوب فيحدها بئر قيسترتفع 854 متر عن مستوى سطح البحر، ومعدل الأمطار السنوي 436 ملم.

## التاريخ
يعود تاريخ القرية إلى أكثر من 200 سنة، وسكان القرية قدموا من بلدة دورا، كما وسميت القرية بهذا الاسم نسبة إلى وجود بئر قديم في القرية يسمى بئر وادي الشاجنة.

## السكان
دخلت فلسطين وفود كبيرة عبر العصور من تجار وغيرهم وذلك لموقعها الهام كنقطة وصل بين القارات، ومركز للحضارات والأديان. يبلغ عدد سكان وادي الشاجنة حاليا حوالي 762 نسمة جميعهم من المسلمين وذلك حسب التعداد العام للسكان 2017 الذي أجراه الجهاز المركزي للإحصاء الفلسطيني.
| السنة      | (2007) | (2017) |
| ---------- | ------ | ------ |
| عدد السكان | 715    | 762    |

### عائلات القرية
ينتمي سكان القرية إلى عائلتين هما أبو عرقوب والبستنجي، اللتان تنحدران من أصول متنوعة.

## الأماكن الدينية والأثرية
يوجد في القرية مسجد واحد يسمى مسجد محمد بن القاسم. يوجد أيضاً موقع أثري واحد في القرية يسمى خربة بسم.

## المؤسسات والخدمات
حسب المسح الميداني الذي قام به معهد الأبحاث التطبيقية لعام 2007، يوجد في القرية مدرسة أساسية واحد تتبع لوكالة الغوث، ولا يوجد مدارس ثانوية، حيث يقوم الطلاب بالذهاب إلى مدارس قرية دورا لإكمال تعليمهم الثانوي، والتي تبعد عن القرية مسافة 3.5 كمويوجد مركز صحي واحد يتبع لوزارة الصحة الفلسطينية.

## الزراعة
تبلغ مساحة أراضي القرية حوالي 1000 دونم ومنها 300 دونم تقوم عليه مباني القرية، وما تبقى أراضي زراعية، يتم زراعة أشجار الزيتون والعنب وغيرها، وبعتمد المواطنين على مياه الأمطار لري المزروعات. يقوم الاحتلال الصهيوني بمداهمة الأراضي الزراعية وتجريفهاوقام بوضع بوابة عسكريى غلى مدخل القرية لتقييد حركة المواطنين.